# Anansia astaroth
Anansia astaroth là một loài nhện trong họ Tetrablemmidae. Chúng thuộc chi đơn loài Anansia, được Brignoli miêu tả năm 1974.